# Speak Slow
Speak Slow är en låt av den kanadensiska popduon Tegan and Sara. Låten gavs ut som den andra och sista singeln från duons fjärde album So Jealous i slutet av 2004.

## Bakgrund
Albumhäftet till So Jealous listar både Tegan och Sara som upphovsmän till låten, medan andra källor anger Tegan som ensam upphovsman. Tegan själv menar dock att hon inte har något minne av att ha skrivit låten och att hon troligtvis stal den från någon annan. Hon har kommenterat, "Jag skrev min del av skivan väldigt fort, så det är bara suddigt" men minns dock att hon skrev låtens stick. Enligt Tegan handlar låten om den trygga tillvaron man bygger upp och kämpar för att få behålla.

## Produktion
Tegan and Sara producerade "Speak Slow" tillsammans med David Carswell, John Collins och Howard Redekopp. Inspelningen ägde rum vid Mushroom Studios och Divine Industries i Vancouver.

## Musikvideo
Musikvideon regisserades av Tegan tillsammans med Brian Dutkewich och Angela Kendall. Videon visar ett ungdomsgäng bestående av Tegan, Sara och två killar i olika miljöer. Det börjar med att de vaknar i samma säng, borstar tänderna och sätter sig ner för att snacka i en soffa. De åker sedan ner till stan för att spela tennis medan andra scener visar hur de repar ihop med sitt band.

## Mottagande
Noel Murray från The A.V. Club beskrev låten som "snurrande" och "pumpande" medan Betty Clarke från The Guardian såg kopplingar till new wave och Elvis Costello. I en negativ recension av albumet So Jealous skrev Marc Hogan på Pitchfork Media att "albumets bästa låt är den energifyllda 'Speak Slow', med sin klämmiga 'ah-ah'-refräng" men konstaterade också att "även den hooken sliter ut sitt välkomnande under sitt sjunde eller åttonde varv".

## Låtlista
CD-singel
1. "Speak Slow" (Tegan Quin) – 2:21
2. "Love Type Thing" (Sara Quin) – 1:48